# Earthling (album d'Eddie Vedder)
 (mars 2022).
 (mars 2022).
La mise en forme du texte ne suit pas les recommandations de Wikipédia : il faut le « wikifier ».
Les points d'amélioration suivants sont les cas les plus fréquents. Le détail des points à revoir est peut-être précisé sur la page de discussion.
- Les titres sont pré-formatés par le logiciel. Ils ne sont ni en capitales, ni en gras.
- Le texte ne doit pas être écrit en capitales (les noms de famille non plus), ni en gras, ni en italique, ni en « petit »…
- Le gras n'est utilisé que pour surligner le titre de l'article dans l'introduction, une seule fois.
- L'italique est rarement utilisé : mots en langue étrangère, titres d'œuvres, noms de bateaux, etc.
- Les citations ne sont pas en italique mais en corps de texte normal. Elles sont entourées par des guillemets français : « et ».
- Les listes à puces sont à éviter, des paragraphes rédigés étant largement préférés. Les tableaux sont à réserver à la présentation de données structurées (résultats, etc.).
- Les appels de note de bas de page (petits chiffres en exposant, introduits par l'outil «  Source ») sont à placer entre la fin de phrase et le point final[comme ça].
- Les liens internes (vers d'autres articles de Wikipédia) sont à choisir avec parcimonie. Créez des liens vers des articles approfondissant le sujet. Les termes génériques sans rapport avec le sujet sont à éviter, ainsi que les répétitions de liens vers un même terme.
- Les liens externes sont à placer uniquement dans une section « Liens externes », à la fin de l'article. Ces liens sont à choisir avec parcimonie suivant les règles définies. Si un lien sert de source à l'article, son insertion dans le texte est à faire par les notes de bas de page.
- La présentation des références doit suivre les conventions bibliographiques. Il est recommandé d'utiliser les modèles {{Ouvrage}}, {{Chapitre}}, {{Article}}, {{Lien web}} et/ou {{Bibliographie}}. Le mode d'édition visuel peut mettre en forme automatiquement les références.
- Insérer une infobox (cadre d'informations à droite) n'est pas obligatoire pour parachever la mise en page.

Pour une aide détaillée, merci de consulter Aide:Wikification.
Si vous pensez que ces points ont été résolus, vous pouvez retirer ce bandeau et améliorer la mise en forme d'un autre article.
Pour les articles homonymes, voir Earthling.
Albums de Eddie Vedder
Ukulele Songs
(2011)
Earthling est le troisième album studio solo de l'auteur-compositeur-interprète américain Eddie Vedder. L'album est sorti le 11 février 2022 chez Republic Records et Seattle Surf,.

## Réception critique
Earthling a reçu des critiques généralement positives de la part des critiques. Sur Metacritic, l'album a reçu une note moyenne de 78 sur 100, ce qui indique des "avis généralement favorables", sur la base de 14 avis.

## Liste des chansons
Toutes les paroles sont écrites par Eddie Vedder.
| Chansons de Earthling | Chansons de Earthling     | Chansons de Earthling | Chansons de Earthling | Chansons de Earthling | Chansons de Earthling | Chansons de Earthling | Chansons de Earthling | Chansons de Earthling | Chansons de Earthling |
| No                    | Titre                     | Durée                 |                       |                       |                       |                       |                       |                       |                       |
| --------------------- | ------------------------- | --------------------- | --------------------- | --------------------- | --------------------- | --------------------- | --------------------- | --------------------- | --------------------- |
| 1.                    | Invincible                | 4:46                  |                       |                       |                       |                       |                       |                       |                       |
| 2.                    | Power of Right            | 3:33                  |                       |                       |                       |                       |                       |                       |                       |
| 3.                    | Long Way                  | 4:45                  |                       |                       |                       |                       |                       |                       |                       |
| 4.                    | Brother the Cloud         | 4:22                  |                       |                       |                       |                       |                       |                       |                       |
| 5.                    | Fallout Today             | 3:20                  |                       |                       |                       |                       |                       |                       |                       |
| 6.                    | The Dark                  | 3:56                  |                       |                       |                       |                       |                       |                       |                       |
| 7.                    | The Haves                 | 5:07                  |                       |                       |                       |                       |                       |                       |                       |
| 8.                    | Good and Evil             | 2:41                  |                       |                       |                       |                       |                       |                       |                       |
| 9.                    | Rose of Jericho           | 2:25                  |                       |                       |                       |                       |                       |                       |                       |
| 10.                   | Try                       | 2:51                  |                       |                       |                       |                       |                       |                       |                       |
| 11.                   | Picture (avec Elton John) | 3:59                  |                       |                       |                       |                       |                       |                       |                       |
| 12.                   | Mrs. Mills                | 4:04                  |                       |                       |                       |                       |                       |                       |                       |
| 13.                   | On My Way                 | 2:08                  |                       |                       |                       |                       |                       |                       |                       |
| 47:57                 |                           |                       |                       |                       |                       |                       |                       |                       |                       |

## Personnel
Musiciens
- Eddie Vedder – chant (toutes les chansons), chœurs (1, 3, 4, 6, 9–11), guitare (1, 5, 6, 10, 13), claviers (1), tenor guitar (3), batterie (7), ukulélé (8), piano (12), percussion (13)
- Andrew Watt – basse (1–7, 9–13), guitare (1–8, 11–13), claviers (1, 13), chœurs (3–6, 10), piano (3), percussion (6, 7, 10), arrangement de cordes (7, 12), batterie (11), drum machine (12)
- Chad Smith – batterie (1–6, 8–10), percussions (3, 5)
- Josh Klinghoffer – guitare (1–5, 7, 9, 10), claviers (1, 3, 6–9, 12, 13), percussions (1, 2, 9), piano (1–3, 5–7, 9), basse (2, 8); chœurs, orgue (5)
- Harper Vedder – chœurs (3)
- Benmont Tench – Hammond organ (3, 11)
- David Campbell – chef d'orchestre, arrangement de cordes (7, 12); arrangement de cuivres, conducteur des cordes (12)
- Alyssa Park – concert master, violon (7, 12)
- Paula Hochhalter – violoncelle (7, 12)
- Jacob Braun – violoncelle (7, 12)
- Sara Parkins – violon (7, 12)
- Josefina Vergara – violon (7, 12)
- Tammy Hatwan – violon (7, 12)
- Olivia Vedder – chœurs (10)
- Stevie Wonder – harmonica (10)
- Abe Laboriel Jr. – batterie, percussions (11)
- Elton John – chant, chœurs, piano (11)
- Joshua Ranz – clarinette (12)
- Ringo Starr – batterie, percussions (12)
- Steve Kujala – flute (12)
- Dylan Hart – cor d'harmonie (12)
- Thomas Hooten – piccolo trumpet (12)
- Danny Long – piano (13)
- Edward Severson Jr. – chant (13)

Technique
- Andrew Watt – production
- Randy Merrill – maîtrise
- John Burton - mastering (8), ingénierie supplémentaire (2, 11)
- Serban Ghenea – mélange
- Bryce Bordone – ingénierie du mixage (1, 2, 4–6, 8–13)
- Paul Lamalfa – ingénierie
- Marco Sonzini – ingénierie (1, 2, 4–6, 8–13), assistance en ingénierie (3), ingénierie supplémentaire (7)
- Steve Churchyard - ingénierie (7, 12)
- Scott Moore – assistant technique (7, 12)
- Bettie Ross – coordination de la production (7, 12)
- Suzie Katayama – coordination de la production (7, 12)

Conception
- Eddie Vedder [note 1] – mise en page, police de caractères
- Joe Spix – mise en page, police de caractères
- Danny Clinch – photographie